# 耶律的琭
耶律的琭（やりつ てきろく、生没年不詳）は、遼（契丹）の軍人。字は耶寧。

## 経歴
仲父隋国王耶律釈魯の末裔にあたる。軍事を学んで、右皮室詳穏となった。統和28年（1010年）、高麗遠征に参加し、本部軍を率いて耶律盆奴らとともに康肇や李玄蘊を銅州で捕らえた。聖宗は「卿の英才をもって、国のために力をつくすは、真に吾が家の千里の駒なり」とたたえた。統和29年（1011年）、北院大王となり、烏古敵烈部都詳穏として出向した。享年72で死去した。

## 伝記資料
- 『遼史』巻88 列伝第18